# Conjunt Rec Comtal, Reixagó i Mina de Montcada
El Conjunt Rec Comtal, Reixagó i Mina de Montcada, situat al parc de les Aigües de Montcada i Reixac (Vallès Occidental), és una obra catalogada com a bé cultural d'interès local.

## Història
El 1778, durant el regnat de Carles III, es decidí aprofitar les aigües subàlvies del Besòs obrint galeries sota la llera i configurant la mina de Montcada, que amb una longitud de 1.430 m x 2 d'amplitud i 2 d'alçada acabava en el Reixagó o Casa de la Mina. Tanmateix, la construcció d'aquest nou complex fou promogut per la iniciativa privada, sota la direcció de l'Intendent Reial Juan Felipe de Castaños. Per a controlar les obres es va crear una junta formada per representants de Reial Patrimoni, l'Ajuntament de Barcelona i els propietaris de molins i terres de regadiu que n'aprofitaven les aigües. El projecte fou a càrrec de l'enginyer Josep Subirats i dels arquitectes Joan Soler i Faneca i Josep Mas i Dordal.
La nova construcció era coronada per una làpida amb la següent llegenda: «con el objeto del permanente abasto, con notoria utilidad del público a expensas del Real Erafio de la Ciudad de Barcelona, y de los interesados, molinos y riegos de tierra en el Glorioso Reynado de S.M. Carlos III, proyectada y construïda siendo intendente el ilustrísimo Barón de la Linde».
La mina va ser objecte de diverses perllongacions: 1822 (Trienni Liberal), on no hi va participar el Reial Patrimoni en les despeses, 1836, 1839, etc. Aquest darrer any, s'hi va col·locar una làpida (avui il·legible) amb la següent llegenda: «A expensas del excelentisimo Ayuntamiento de la Ciudad de Barcelona, de los propietarios irrigantes que tienen derecho al uso de las aguas de esta mina, y de los propietarios y partícipes de los molino, excepte el Real Patrimonio, se construyeron en el año 1822, 144 varas, y en los de 1838 y 1839, 333 varas».
La mina, una construcció feta de maçoneria a les parets i de maó la volta, tenia dues branques principals, una s'iniciava en el riu Ripoll, i l'altra, la més important,  al Besòs, davant de la Torre Bonet, i travessava Montcada pel subsòl fins al Reixagó. En el seu recorregut, tot un seguit de pous de registre connectaven el túnel amb la superfície. En aquest punt se separaven les aigües, entre l'Ajuntament de Barcelona i els regants i propietaris dels molins.
L'any 1825, es construí la mina baixa, formada per 10 km de longitud, que naixia al Reixagó, es dirigia cap a Barcelona, passava per la dreta de l'Eixample i acabava en el repartidor de Jesús, des d'on es repartia a les fonts de la part baixa de la ciutat (Canaletes, Portal de l'Àngel, Portaferrissa, etc).
El 1879, i a conseqüència de les sequeres prolongades que minvaven el cabal del Rec, i provocaven greus perjudicis a la població, l'Ajuntament de Barcelona va fer construir, prop del Besòs, una planta de captació i tractament de cabals subterranis, la Casa de les Aigües, segons el projecte de l'arquitecte municipal Antoni Rovira i Trias.

## Descripció
El Rec Comtal és un canal de 3 m d'amplada i uns 60 m de llarg, a cel obert, per on passa una làmina d'aigua clara. La caixa és plana i està construïda amb maó massís a sardinell. Aquest, quan passa per sota la casa de la mina, va canalitzat, amb una volta de mig punt de dues filades de maó massís a sardinell. La fletxa és de 2,2 m. L'accés està barrat per una reixa de barrots de ferro forjat, que incorpora una porta tancada amb clau. A la boca de la sortida hi ha una làpida, en molt mal estat, que cita la finalitat a què es destinaven aquestes aigües, així com la data de construcció. Hi ha una segona inscripció il·legible que cita la data de 1822. A cada banda de la làpida hi ha una barana de tubs de ferro, que antigament havia estat de balustres. A sobre de la làpida hi ha un frontó circular. Just a sobre del canal, i a uns 10 metres de la boca, hi ha el Reixagó o Casa de la Mina.

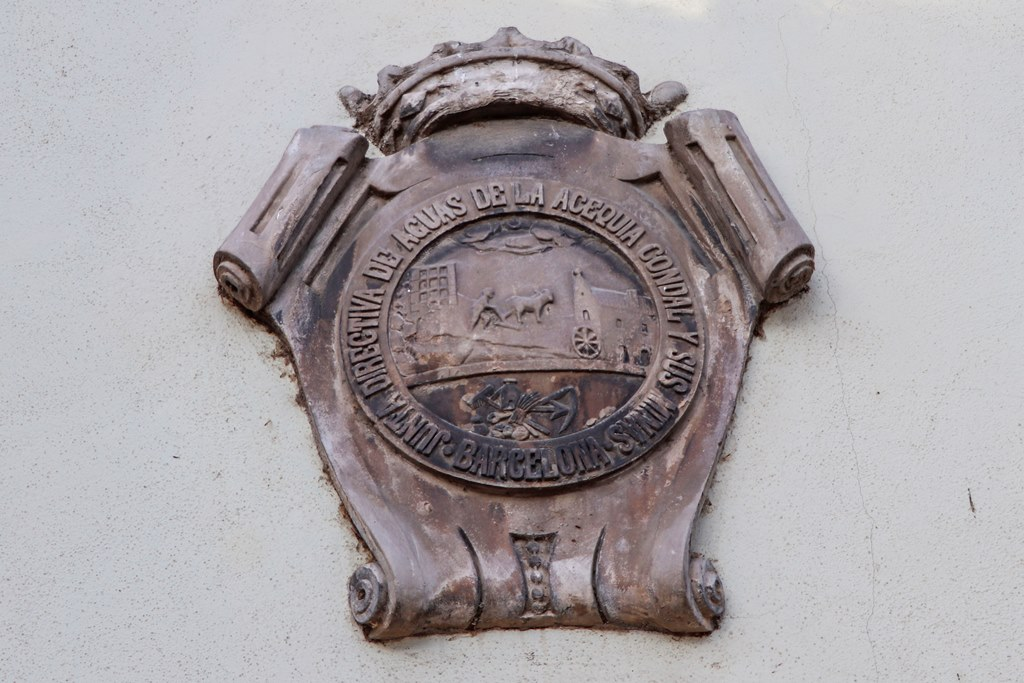
Placa a sobre de la porta

Aquest petit edifici té unes dimensions d'11 m de façana principal i 8,5 m de fondària. Està format per un cos de planta baixa, amb coberta a dues aigües de teula àrab, on hi ha la porta d'accés, i un altre de dues plantes, que en l'última rehabilitació (1993) fou ampliat amb una tercera planta. La façana del primer cos és simètrica, amb un portal d'arc escarser i dues finestres, una a cada banda, amb la corresponent reixa de ferro forjat. A sobre de la porta hi ha una placa de la JUNTA DIRECTIVA DE AGUAS DE LA ACEQUIA CONDAL Y SUS MINAS. BARCELONA. Al centre es poden veure un molí i un pagès llaurant amb dos bous. El coronament de l'edifici és una potent cornisa seguint el pendent de la coberta de maó vist. L'altre cos té un sòcol, una finestra per planta, desplaçada de l'eix de simetria, emmarcada amb maó vist i arc escarser. Les cantoneres també són de maó vist imitant carreus. La tercera planta té un tancament lleuger de fusta i vidre i un gran voladís de xapa metàl·lica.
Darrere d'aquest edifici s'ha construït el centre d'activitats, amb una terrassa practicable, des d'on pot veure i accedir a la mina per la planta soterrani, que està il·luminada.